# Not a Drum Was Heard
Not a Drum Was Heard er en amerikansk stumfilm fra 1924 instrueret af William Wellman.

## Medvirkende
- Buck Jones som Jack Mills
- Betty Bouton som Jean Ross
- Frank Campeau som Banker Rand
- Rhody Hathaway som James Ross
- Al Fremont
- William Scott som Bud Loupel
- Mickey McBan som Jack Loupel Jr.